# Huberia bradeana
Huberia bradeana é uma espécie de planta do gênero Huberia e da família Melastomataceae.

## Taxonomia
A espécie foi descrita em 2019 por Thuane Bochorny e Renato Goldenberg.
O seguinte sinônimo já foi catalogado:
- Dolichoura spiritusanctensis  Brade

## Forma de vida
É uma espécie trepadeira.

## Conservação
A espécie faz parte da Lista Vermelha das espécies ameaçadas do estado do Espírito Santo, no sudeste do Brasil.

## Distribuição
A espécie é endêmica do Brasil e encontrada no estado brasileiro do Espírito Santo. A espécie é encontrada no domínio fitogeográfico de Mata Atlântica, em regiões com vegetação de floresta ombrófila pluvial.